# The Attention!
The Attention! war eine österreichische Beat- und Rhythm-&-Blues-Band aus Wien, die im 1960er-Jahre-Stil spielte.

## Geschichte
Die Band wurde 2007 gegründet und spielte Musik, die sich an Künstlern wie The Small Faces, The Kinks, Them und The Who orientierte. Ihr erstes Album wurde 2009 über das deutsche Label Screaming Apple Records veröffentlicht. Der darauf enthaltene Song Ace Face wurde als Vinyl-Single veröffentlicht, gefördert durch den SKE-Fonds. Das Video dazu wurde von Lightning Iris, Organistin bei The Incredible Staggers, produziert.
Ein zweites Album folgte 2012, das mit Unterstützung des Österreichischen Musikfonds produziert wurde. Gettin' All erschien erneut auf Screaming Apple Records. Hierzu wurden ebenfalls eine Vinyl-Single und ein Video produziert (durch die WHAM BAM Crew mit Murphy Morphine von Wild Evel & The Trashbones).
Als erste und bis dato einzige österreichische Band schaffte es The Attention! mit einer weiteren Single-Auskoppelung 2013 auf das amerikanische Plattenlabel Wild Records. The Attention! trat auf verschiedenen Bühnen und Festivals im In- und Ausland auf, darunter Deutschland, Frankreich, England, Kroatien, Russland, Holland, Italien und Spanien.
2014 stellte die Band ihre Aktivitäten ein. Sänger, Komponist und Art-Designer Mario David gründete die Nachfolge-Band The New Attention!, die mit Veröffentlichungen (Sleazy Records / Planet 9 Trash Records) und Konzert-Auftritten aktiv ist.

## Diskografie

### Alben
- The Attention! (2009, Screaming Apple Records)
- Gettin‘ All  (2012, Screaming Apple Records)

### Singles
- Ace Face (CRR 05, 2008, Cheap Records )
- Have a Drink on Me  (SSS04, 2013, Substance Recordstore)
- Blue Heat (2013, Wild Records)